# Бренвиль (Мёрт и Мозель)
Бренви́ль (фр. Brainville) — коммуна во французском департаменте Мёрт и Мозель, региона Лотарингия. Относится к  кантону Конфлан-ан-Жарнизи.	

## География
Бренвиль расположен в 27 км к западу от Меца и в 60 км к северо-западу от Нанси. Соседние коммуны: Пюкс на севере, Фриовиль на северо-востоке, Алламон на юго-западе.

## Демография
Население коммуны на 2010 год составляло 160 человек.
| 1962 | 1968 | 1975 | 1982 | 1990 | 1999 | 2010 |
| ---- | ---- | ---- | ---- | ---- | ---- | ---- |
| 184  | 183  | 144  | 150  | 153  | 114  | 160  |